# Oszu! Tatakae! Óendan
Oszu! Tatakae! Óendan (押忍！闘え！応援団 Osu! Tatakae! Ōendan, szó szerinti fordításban "Igen! Harcolj! Éljenző Osztag"), néha csak Óendannak emlegetett ritmusjáték amit az iNiS fejlesztett és a Nintendo adott ki DS kézi konzolra 2005-ben, Japánban. Az Óendan egy cheerleadinghez kissé hasonló, éljenző osztagot mutat be, akik ritmusra segítenek bajban lévő embereken.

## Koncepció és történet
Óendan néhány reménytelen kilátású embert mutat be akik segítségért kiáltanak. Az Óendan, egy csak férfiakból álló éljenző osztag, rögvest segít nekik éljenzéssel és zenével amíg meg nem oldódnak problémáik. Az Óendan eredete, hogy miért jöttek létre, magyarázatlanul marad az egész játék alatt, de mindig ott vannak ha segítségre szorul valaki.
A legtöbb jelenet a modern japán társadalomhoz vagy a japán képregényekhez, a mangákhoz kapcsolódik. Például az első pályán egy gimnazistát ismerünk meg aki nem képes a családja zaklatása miatt tanulni az egyetemi felvételi vizsgára, míg egy későbbi pályán egy agyagost mutat be a játék aki teljesen kifogyott az ötletekből, hogy hogy tudna egyedi termékeket készíteni. A történeteket viccesen és szerethetően adja elő a játék. Jellemzőek rá az abszurd történeti csavarok, illetve játék közben folyamatos síp hangok és éljenzések.
A szereplőknek nincs közük egymáshoz, de néha megjelennek későbbi jelenetek hátterében, vagy ők is támogatják az épp bajban lévőt. Viszont az utolsó pályán az összes eddig megismert karakter viszontlátjuk, mivel ebben a részben az Óendannak az egész világot kell irányítania hogy megmentse a Földet egy közelgő aszteroidától.

## Játékmenet
Az Óendan minden szintje egy történetet mutat be amelyhez egy zeneszám társul. Egy (vagy több) karakter amikor teljesen reménytelen helyzetbe kerül azt kiálltja  
Óendan! (応援団). Ez a vészhívás azonnal megidézi az éljenző osztagot, és velük együtt elindítja a zenét is. A történetet a Nintendo DS felső képernyőjén figyelhetjük, míg az alsó érintőképernyőn a toll segítségével kell különböző feladatokat végrehajtani amelyeket a következő jelölések határoznak meg:
| Jelölés        | Leírás |
| -------------- | --- |
| Leütés Jelző   | Számozott körök amiket le kell ütni egymásután a zene ritmusára. |
| Csúszka Jelző  | Az ilyen jelzők egy nyomvonallal vannak ellátva. Ezeknél a játékosnak a Nintendo DS tollával leérintve kell követni egy labdát ami a nyomvonalba illeszkedve mozog. Az ilyen jelzők nem mindig azonos sebességűek, illetve lehet hogy a csúszkákat oda-vissza kell csinálni. |
| Pörgetés Jelző | Az ilyen jelzőnél a játékosnak gyorsan kell körkörös mozdulatokat végeznie a tollat leérintve (mindegy melyik irányba). Amint eleget pörget a játékos a jelző késznek tekinthető, további pörgetésért extra pontokat szerezhetőek.                                           |

Attól függően hogy mennyire pontos a játékos 50, 100 és 300 pontokat kap. A bal felső sarokban egy életcsík mutatja hogy mennyi ereje van a karakternek ami a játékos pontosságától töltődik fel ameddig folyamatosan eltalálja a köröket. Ha viszont egy kört teljesen kihagy a játékos, az életcsík elkezd fogyni és ha ez teljesen kifogy a játék véget ér.
Minden pályán kettő vagy négy szünet van amikor a játékosnak elég csak a felső képernyőt nézni ami egy jelenetet mutat be a segítségre szorultról. A pálya befejezte után két kimenet van. Ha az életcsík 50% felett van (zöld) akkor sikeres volt, ha 50% alatt akkor nem volt sikeres a szurkolás.
A pontszám szerzésnél számít még a kombó szorzó ami akkor emelkedik ha egymás után lévő köröket hiba nélkül ütünk le. Például 50 egymás után leütött kör után 50x-es lesz a kombó szorzó.
Négy nehézségi szintje van a játéknak. Először csak a Könnyű mód (気軽; Hepburn: kigaru, ’"gondtalan éljenzés"’) és a Normál mód (果敢; Hepburn: kakan, ’"önfeledt éljenzés"’) nyitott, de a Normál mód befejezése után lehetőség van játszani Nehéz módban (激烈; Hepburn: gekiretsu, ’"buzgó éljenzés"’), és a Nehéz mód kijátszása után pedig a Nagyon Nehéz/Őrült mód (華麗; Hepburn: karei, ’"tündöklő éljenzés"’) lesz elérhető. Mindegyik módban más fog állni az éljenző osztag élén, kivéve a Nagyon Nehéz/Őrült módban mert abban az egész csapat csak 3 cheerleader lányból áll.
A nehézségi szint növelésével nő a körök száma, kevesebb idő alatt kell lenyomni a köröket és az életcsík gyorsabban kifogy. A Nagyon Nehéz mód az valójában a Nehéz mód csak 180 fokkal megforgatva, körök méretét lecsökkentve és még kevesebb reakció időt hagyva a játékosnak a körök lenyomására.

## Zeneszámok
1. Asian Kung-Fu Generation – Loop & Loop
2. 175R – Melody
3. Morning Musume – Koi no Dance Site
4. Ulfuls – Gatz daze!!
5. The Blue Hearts – Linda Linda
6. Tomoyasu Hotei – Thrill
7. nobodyknows+ – Kokoro Odoru
8. B'z – Atsuki kodo no hate
9. Linda Yamamoto – Neraiuchi
10. Kishidan – One Night Carnival
11. Road of Major – Taisetsuna mono
12. Yaida Hitomi – Over The Distance
13. Orange Range – Shanghai Honey
14. The Yellow Monkey – Taiyou ga Moeteiru
15. L’Arc-en-Ciel – Ready Steady Go

## Fordítás
Ez a szócikk részben vagy egészben  az   Osu! Tatakae! Ouendan című angol Wikipédia-szócikk ezen változatának fordításán alapul.  Az eredeti cikk szerkesztőit annak laptörténete sorolja fel. Ez a jelzés csupán a megfogalmazás eredetét és a szerzői jogokat jelzi, nem szolgál a cikkben szereplő információk forrásmegjelöléseként.